# Sveba Dahlen
Sveba Dahlen är en tillverkare av bagerimaskiner, pizzaugnar och deghanteringsmaskiner i Fristad. I Sveba Dahlen ingår flera varumärken, bland annat Glimek. Bolaget ingår i amerikanska Middleby sedan 2017.
Sveba Dahlen har sitt ursprung i Borås Elmekano och Elektro Dahlén. Borås Elmekano ombildades till AB Svenska Bakugnsfabriken (Sveba) 1962. Sveba tog över Elektro Dahlén 1991 och Sveba-Dahlen AB bildades.